# 沃德里
沃德里（法語：Vaudry，法語發音：[vodʁi] ⓘ）是法国卡尔瓦多斯省的一个旧市镇，属于维尔区。2016年1月1日，沃德里与7个临近市镇合并为新市镇维尔诺曼底（Vire Normandie）。

## 地理
沃德里（48°50'27"N, 0°51'15"W）面积11.89 平方千米，位于法国诺曼底大区卡爾瓦多斯省，该省份为法国西北部沿海省份，北濒大西洋英吉利海峡，东北与滨海塞纳省以海上边界相接，东临厄尔省，南至奧恩省，西与芒什省接壤。
与沃德里接壤的市镇（或旧市镇、城区）包括：比尔西、鲁卢尔、维耶苏瓦、维尔、维尔诺曼底。

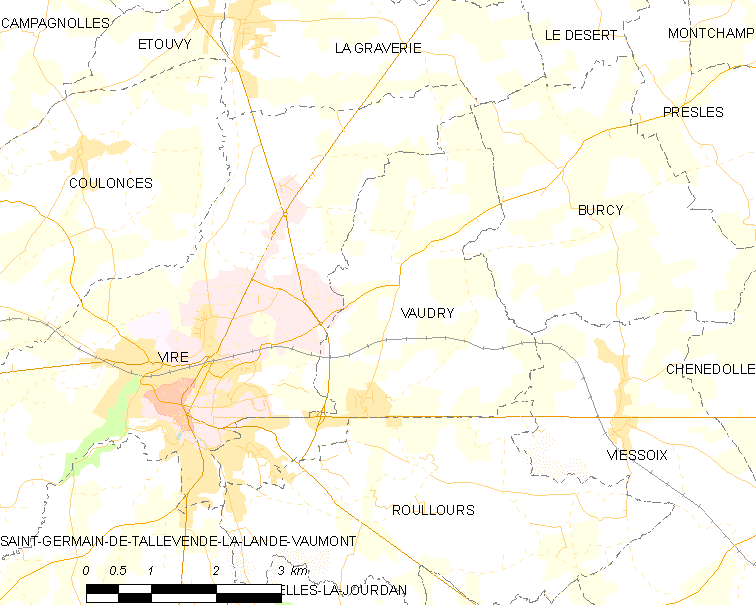
沃德里的OSM定位图

沃德里的时区为UTC+01:00、UTC+02:00（夏令时）。

## 行政
沃德里的邮政编码为14500，INSEE市镇编码为14730。

## 政治
沃德里所属的省级选区为维尔诺曼底县。

## 人口

1962-2008年间沃德里人口变化图示

沃德里于2018年1月1日时的人口数量为1465人。